# Договір комерційної концесії
За договором комерційної концесії одна сторона (правовласник) зобов'язується надати другій стороні (користувачеві) за платню (роялті) право користування відповідно до її вимог комплексом належних цій стороні прав з метою виготовлення та (або) продажу певного виду товару та (або) надання послуг.
Договір комерційної концесії є одним із новітніх договірних інститутів у цивільному праві України. У світовій практиці відповідний інститут має назву «франчайзинг» (фр. franchissage — пільга, привілей).

## Зміст
Суть відносин, що виникають внаслідок договору комерційної концесії полягає в тому, що одна сторона передає іншій стороні за платню на певний строк чи безстроково права на використання торговельної марки, фірмового найменування, ноу-хау тощо, надає їй консультаційну чи технічну допомогу у виробництві і реалізації продукції, виконанні робіт і наданні послуг. Така схема дає великим компаніям можливість розширювати ринки збуту, а маленьким та середнім — ефективно здійснювати підприємницьку діяльність, використовуючи при цьому засоби індивідуалізації, ноу-хау, репутацію та діловий досвід перших.
За розподілом прав і обов'язків у зобов'язанні, що виникає за ним, договір є двостороннім — права і обов'язки мають обидві сторони.
За способом укладення договір комерційної концесії є консенсуальним — він вважається укладеним з моменту досягнення сторонами згоди щодо всіх істотних умов.
Сторонами у договорі виступають суб'єкти підприємницької діяльності.
Договір комерційної концесії є самостійним видом цивільно-правового договору (а не різновидом ліцензійного договору).

## Предмет договору
Договір комерційної концесії спрямований на передання права користування комплексом прав, що належать правовласнику:
- право на використання об'єктів права інтелектуальної власності.
- право на використання комерційного досвіду та ділової репутації.

Ліцензійні зобов'язання є одним із елементів предмета договору комерційної концесії, комерційний досвід та ділова репутація не є об'єктами інтелектуальної власності. Проте надання можливості їх використання є особливістю договору комерційної концесії і підставою розмежування з ліцензійним договором.
Комерційний досвід є результатом набутих правовласником знань і навичок у зв'язку з тривалою працею в певній сфері підприємницької діяльності. Правовласник зобов'язується надавати користувачеві комерційну, технічну й організаційну допомогу.
Право на використання ділової репутації надається опосередковано — шляхом використання засобів індивідуалізації правовласника: Комерційне найменування або Знак для товарів і послуг.
Договором комерційної концесії може бути передбачено використання предмета договору із зазначенням або без зазначення території використання щодо певної сфери цивільного обігу.

## Договір комерційної субконцесії
За договором комерційної субконцесії особа, що є користувачем за договором комерційної концесії, надає іншій особі (субкористувачу) право користування наданим йому правовласником комплексом прав або частиною комплексу прав. При цьому, з метою забезпечення інтересів правовласника, укладання договору субконцесії можливе лише за умови, що це прямо передбачено договором концесії.

## Розмежування у законодавстві України
Незважаючи на певну термінологічну схожість, договір комерційної концесії слід відмежовувати від концесійного договору про розробку корисних копалин, а також концесійних договорів, визначених законами України «Про концесії», «Про концесії на будівництво та експлуатацію автомобільних доріг».

## Приклади
За принципом комерційної концесії (або подібним) працюють такі відомі компанії, як Coca-Cola, McDonald's, Kodak тощо.